# Guernsey
Guernsey er en ø i den Engelske Kanal ud for Normandiets kyst, og er en del af Bailiwick of Guernsey, en britisk kronbesiddelse. Det er den næststørste af Kanaløerne, en øgruppe der ligger omtrent nord for Saint-Malo og vest for Cotentin. Jurisdiktionen består af ti sogne på øen Guernsey, tre andre beboede øer (Herm, Jethou og Lihou) og mange småøer og klipper. Guernsey er ikke en del af Storbritannien, selvom forsvaret og visse aspekter af internationale relationer håndteres af UK. Selvom Bailiwick of Jersey og Bailiwick of Guernsey ofte refereres til samlet som Kanaløerne, er "Kanaløerne" ikke en konstitutionel eller politisk enhed. Jersey har en separat relation til kronen fra andre kronbesiddelser Guernsey og Isle of Man, selvom alle holdes af monarken i Storbritannien. Øen har en blandet britisk-normannisk kultur, selvom britisk kulturel påvirkning er stærkere, med engelsk som hovedsprog og det britiske pund som primær valuta. Øen har også et traditionelt lokalsprog kendt som Guernésiais.
49°N 3°V / 49°N 3°V